# Peter Gallagher
Peter Killian Gallagher (New York, 1955. augusztus 19. –) Golden Globe-díjas amerikai színész, zenész.

## Fiatalkora
Ír katolikus családban nőtt fel. Édesanyja, Mary bakteriológus, édesapja, Tom reklámszakember. Gallagher a New York-i Tufts Egyetemen folytatott tanulmányokat, itt találkozott először a színészettel. A Stephen Sondheim által vezetett Beelzebubs acapella csoportban énekelt az egyetem kampuszán.

## Pályafutása
Első fontosabb Broadway szerepe Tom Stoppard The Real Thing című darabjában volt, Glenn Close partnereként. Az igazi filmes áttörést Steven Soderbergh Szex, hazugság, videó című filmje hozta meg számára 1989-ben. Gallagher ezután olyan filmekben játszott, mint A játékos (1992), melyben Tim Robbins volt a partnere, majd 1995-ben Sandra Bullock álomkórban szenvedő vőlegényét alakította az Aludj csak, én álmodom című romantikus vígjátékban. 1999-ben Annette Bening partnere volt az Oscar-díjas Amerikai szépség című filmdrámában, melyben egy egoista ingatlanügynököt alakított.
2002-ben Adam Sandler ellenfeleként szerepelt A kismenő című filmvígjátékban. 2003 és 2007 között ő alakította a Fox csatorna A narancsvidék sorozatának az egyik főszerepét, Sandy Cohen zsidó ügyvédet. 2005-ben megjelentetett egy albumot a Sony BMG gondozásában. Ezen az albumon kapott helyet a "Don't Give Up On Me" dal, ami felcsendült A narancsvidék egyik epizódjában is. Az első videóklipje a "Still I Long For Your Kiss" című dalból készült, amiben sorozatbeli felesége, Kelly Rowan játszotta a főszerepet.
2007. április 5-én a Tufts Egyetem neki ítélte oda a "Light on the Hill" díjat. Ezt az egyetem azon egykori diákjai kaphatják meg, akik kiemelkedő teljesítményt értek el és aktív állampolgárok. A díjátadáson Gallagher beszédet mondott és Beelzebubs acapella csoportjával egy dalt is elénekelt.

## Magánélete
1983-ban vette feleségül Paula Harwoodot. Két gyermekük született, egy lányuk, a színész-énekesnő Kathryn és egy fiuk, Jamie.

## Filmográfia

### Film
| Év   | Magyar cím                               | Eredeti cím                                | Szerep                  | Magyar hang                  |
| ---- | ---------------------------------------- | ------------------------------------------ | ----------------------- | ---------------------------- |
| 1980 | A sztárcsináló                           | The Idolmaker                              | Caesare                 |                              |
| 1982 | Nyári szeretők                           | Summer Lovers                              | Michael Pappas          | Stohl András                 |
| 1982 | Nyári szeretők                           | Summer Lovers                              | Michael Pappas          | Markovics Tamás              |
| 1985 | Álomgyermek                              | Dreamchild                                 | Jack Dolan              |                              |
| 1986 |                                          | My Little Girl                             | Kai                     |                              |
| 1988 | Pajzán kísértetek                        | High Spirits                               | Tony testvér            | Galambos Péter (2. szinkron) |
| 1989 | Szex, hazugság, videó                    | Sex, Lies, and Videotape                   | John Mullany            | Mácsai Pál                   |
| 1989 | Szex, hazugság, videó                    | Sex, Lies, and Videotape                   | John Mullany            | Széles Tamás                 |
| 1990 | Júlia néni és a tollnok…                 | Tune in Tomorrow                           | Richard Quince          | Papp Dániel                  |
| 1991 |                                          | Milena                                     | Pollak                  |                              |
| 1991 |                                          | The Cabinet of Dr. Ramirez                 | Matt                    |                              |
| 1991 | Kései vacsora                            | Late for Dinner                            | Bob Freeman             | Zubornyák Zoltán             |
| 1992 | A játékos                                | The Player                                 | Larry Levy              | Csankó Zoltán                |
| 1992 | Bob Roberts                              | Bob Roberts                                | Dan Riley               | Mihályi Győző                |
| 1993 | Légy résen!                              | Watch It                                   | John                    | Rékasi Károly                |
| 1993 | Rövidre vágva                            | Short Cuts                                 | Stormy Weathers         | Stohl András                 |
| 1993 | Bűvölet                                  | Malice                                     | Dennis Riley ügyvéd     | Stohl András                 |
| 1994 | A nagy ugrás                             | The Hudsucker Proxy                        | Vic Tenetta             | eredeti nyelven              |
| 1994 | Mrs. Parker és az ördögi kör             | Mrs. Parker and the Vicious Circle         | Alan Campbell           | Selmeczi Roland              |
| 1994 | Anyja fia                                | Mother's Boys                              | Robert Madigan          | Reisenbüchler Sándor         |
| 1994 | Bátorságpróba                            | White Mile                                 | Jack Robbins            | Reisenbüchler Sándor         |
| 1995 | Pusztító szenvedélyek                    | The Underneath                             | Michael Chambers        | Széles Tamás                 |
| 1995 | Aludj csak, én álmodom                   | While You Were Sleeping                    | Peter Callaghan         | Csankó Zoltán                |
| 1995 | Cafe Society                             | Cafe Society                               | Jack Kale               |                              |
| 1996 | Az utolsó tánc                           | Last Dance                                 | John Hayes              |                              |
| 1996 | Feleségemnek, 37. születésnapjára        | To Gillian on Her 37th Birthday            | David Lewis             | Weil Róbert                  |
| 1997 | Az ember, aki túl keveset tudott         | The Man Who Knew Too Little                | James 'Jimmy' Ritchie   | Háda János                   |
| 1998 | Johnny, a dögkeselyű                     | Johnny Skidmarks                           | Johnny Scardino         | Jakab Csaba                  |
| 1999 | Ház a Kísértet-hegyen                    | House on Haunted Hill                      | Dr. Donald W. Blackburn | Tarján Péter                 |
| 1999 | Amerikai szépség                         | American Beauty                            | Buddy Kane              | Csernák János                |
| 2000 | Rivaldafényben                           | Center Stage                               | Jonathan Reeves         | Csankó Zoltán                |
| 2000 |                                          | Other Voices                               | Jordin                  |                              |
| 2001 | Parfüm                                   | Perfume                                    | Guido                   |                              |
| 2001 | A védelem bére                           | Protection                                 | Ted                     |                              |
| 2002 | A kismenő                                | Mr. Deeds                                  | Chuck Cedar             | Kőszegi Ákos                 |
| 2002 | Hüvelyk Matyi és Hüvelyk Panna kalandjai | The Adventures of Tom Thumb and Thumbelina | Vakondkirály (hangja)   |                              |
| 2003 | Szerelmi leckék hitetleneknek            | How to Deal                                | Len Martin              | Háda János                   |
| 2008 | Rivaldafényben – Pörgesd fel!            | Center Stage: Turn It Up                   | Jonathan Reeves         |                              |
| 2009 | Adam                                     | Adam                                       | Marty Buchwald          | Mihályi Győző                |
| 2009 |                                          | The War Boys                               | Slater Welch            |                              |
| 2010 | Meggyőződés                              | Conviction                                 | Barry Scheck            |                              |
| 2010 | Díva                                     | Burlesque                                  | Vincent "Vince" Scali   | Kőszegi Ákos                 |
| 2011 |                                          | Someday This Pain Will Be Useful to You    | Paul Sveck              |                              |
| 2012 | Step Up 4. – Forradalom                  | Step Up Revolution                         | William "Bill" Anderson | Csankó Zoltán                |
| 2015 | Hello, Doris vagyok                      | Hello, My Name Is Doris                    | Willy Williams          |                              |
| 2017 |                                          | Literally, Right Before Aaron              | Orson Schwartzman       |                              |
| 2017 |                                          | Submission                                 | Len Curry               |                              |
| 2017 | Rossz anyák karácsonya                   | A Bad Moms Christmas                       | Hank Redmond            | Csernák János                |
| 2019 | Miután                                   | After                                      | Ken Scott               | Csankó Zoltán                |
| 2020 | Palm Springs                             | Palm Springs                               | Howard Wilder           | Rosta Sándor                 |

### Televízió
Tévéfilmek
| Év   | Magyar cím                    | Eredeti cím                                                          | Szerep                       | Magyar hang          |
| ---- | ----------------------------- | -------------------------------------------------------------------- | ---------------------------- | -------------------- |
| 1984 | Keményöklű Joe Morgan         | Terrible Joe Moran                                                   | Nick                         |                      |
| 1987 |                               | Long Day's Journey into Night                                        | Edmund Tyrone                |                      |
| 1988 | Zendülés a Caine hadihajón    | The Caine Mutiny Court-Martial                                       | John Challee korvettkapitány | Welker Gábor         |
| 1988 | Karácsonyra otthon            | I'll Be Home for Christmas                                           | Aaron Coplan                 |                      |
| 1990 | Gyilkosok nyomában            | Love and Lies                                                        | David West                   | Reisenbüchler Sándor |
| 1997 | Támadás a torony ellen        | Path to Paradise: The Untold Story of the World Trade Center Bombing | John Anticev                 | Mihályi Győző        |
| 1998 | Szép új világ                 | Brave New World                                                      | Bernard Marx                 |                      |
| 1998 | Virtuális szerelem            | Virtual Obsession                                                    | Dr. Joe Messenger            |                      |
| 1999 | Gyilkosok szövetsége          | Brotherhood of Murder                                                | Bob Mathews                  |                      |
| 2000 | A választási botrány          | The Last Debate                                                      | Tom Chapman                  | Csankó Zoltán        |
| 2000 | Cupido és Kate                | Cupid & Cate                                                         | Harry                        | Crespo Rodrigo       |
| 2001 | New Orleans-i történet        | Feast of All Saints                                                  | Philippe Ferronaire          |                      |
| 2003 | Egy páratlan páros            | A Tale of Two Wives                                                  | Bill Goodman                 |                      |
| 2016 | Rivaldafényben: Új irányzatok | Center Stage: On Pointe                                              | Jonathan Reeves              | Kőszegi Ákos         |
| 2021 | One December Night            | Mike Sullivan                                                        |                              |                      |
| 2021 | Zoey rendkívüli karácsonya    | Zoey's Extraordinary Christmas                                       | Mitch                        |                      |

Sorozatok
| Év        | Magyar cím                               | Eredeti cím                       | Szerep                              | Megjegyzések                                                             |
| --------- | ---------------------------------------- | --------------------------------- | ----------------------------------- | ------------------------------------------------------------------------ |
| 1979      | Vezérlő fény                             | Guiding Light                     | Chuck Haskell                       | ismeretlen epizódok                                                      |
| 1980      |                                          | Skag                              | John Skagska                        | 6 epizód                                                                 |
| 1982–1988 |                                          | American Playhouse                | Logan Melton / Charles Castle       | 2 epizód                                                                 |
| 1984      |                                          | ABC Weekend Specials              | Phil Grey                           | 1 epizód                                                                 |
| 1987      |                                          | Private Eye                       | Tommy Baron                         | 1 epizód                                                                 |
| 1988      |                                          | The Murder of Mary Phagan         | Leo Frank                           | minisorozat (2 epizód)                                                   |
| 1991      |                                          | An Inconvenient Woman             | Phillip Quennell                    | minisorozat (2 epizód)                                                   |
| 1993      | Bukott angyalok                          | Fallen Angels                     | Dr. Yorgrau / Mitch Allison         | 2 epizód                                                                 |
| 1996      | Titanic                                  | Titanic                           | Wynn Park                           | - minisorozat (2 epizód) - magyar hangja: - Csankó Zoltán                |
| 1998      | Gyilkos utcák                            | Homicide: Life on the Street      | Chris Rawls                         | 1 epizód                                                                 |
| 1998      | Superman: A rajzfilmsorozat              | Superman: The Animated Series     | Kurt (hangja)                       | 1 epizód                                                                 |
| 1998–1999 | Pasik                                    | The Secret Lives of Men           | Michael                             | - főszereplő (13 epizód) - magyar hangja: - Szabó Sipos Barnabás         |
| 2001      | Family Guy                               | Family Guy                        | Jared (hangja)                      | 1 epizód                                                                 |
| 2003–2007 | A narancsvidék                           | The O.C.                          | Sandy Cohen                         | főszereplő (92 epizód)                                                   |
| 2006      | Robotcsirke                              | Robot Chicken                     | egyéb hangok                        | 2 epizód                                                                 |
| 2007      | A gonoszok eljövetele                    | The Gathering                     | Dr. Michael Foster                  | - minisorozat (2 epizód) - magyar hangja: - Csankó Zoltán - Koncz István |
| 2008      | Shark – Törvényszéki ragadozó            | Shark                             | Frank Bell                          | 1 epizód                                                                 |
| 2009      | Kaliforgia                               | Californication                   | Stacey Koons dékán                  | 8 epizód                                                                 |
| 2010      | Ments meg!                               | Rescue Me                         | Phil Bingham atya                   | 5 epizód                                                                 |
| 2010−2014 | Kettős ügynök                            | Covert Affairs                    | Arthur Campbell                     | főszereplő (68 epizód)                                                   |
| 2011      |                                          | Whitney                           | Vince                               | 3 epizód                                                                 |
| 2012      | Így jártam anyátokkal                    | How I Met Your Mother             | Vinick professzor                   | 1 epizód (Az utolsó oldal)                                               |
| 2015      | A férjem védelmében                      | The Good Wife                     | Ethan Carver                        | 3 epizód                                                                 |
| 2015–2016 | Együttlét                                | Togetherness                      | Larry Kosinski                      | visszatérő szereplő (9 epizód)                                           |
| 2016      | Új csaj                                  | New Girl                          | Gavin Schmidt                       | 4 epizód                                                                 |
| 2014–2019 | Esküdt ellenségek: Különleges ügyosztály | Law & Order: Special Victims Unit | William Dodds helyettes rendőrfőnök | visszatérő szereplő (19 epizód)                                          |
| 2017      | Úr keres hölgyet                         | Man Seeking Woman                 | Joel Greenberg                      | 1 epizód                                                                 |
| 2017–2022 | Grace és Frankie                         | Grace and Frankie                 | Nick Skolka                         | visszatérő szereplő (24 epizód)                                          |
| 2018      | The Gifted – Kiválasztottak              | The Gifted                        | Benedict Ryan                       | 5 epizód magyar hangja Csankó Zoltán                                     |
| 2018      | Murphy Brown                             | Murphy Brown                      | John Haggerty                       | 1 epizód                                                                 |
| 2019      |                                          | The Conners                       | Brian Foster                        | 1 epizód                                                                 |
| 2020–2021 |                                          | Zoey's Extraordinary Playlist     | Mitch Clarke                        | főszereplő (13 epizód) vendégszereplő (2 epizód)                         |
| 2021–2022 | A Grace klinika                          | Grey's Anatomy                    | Dr. David Hamilton                  | visszatérő szereplő (9 epizód)                                           |
| 2021–2023 | A bagolyház                              | The Owl House                     | Dell Clawthorne (hangja)            | 2 epizód magyar hangja Szokol Péter                                      |
| 2022      |                                          | Mr. Mayor                         | Brett                               | 1 epizód                                                                 |
| 2022      |                                          | Reboot                            | Tyler                               | 1 epizód                                                                 |

## Fordítás
- Ez a szócikk részben vagy egészben  a   Peter Gallagher című angol Wikipédia-szócikk ezen változatának fordításán alapul.  Az eredeti cikk szerkesztőit annak laptörténete sorolja fel. Ez a jelzés csupán a megfogalmazás eredetét és a szerzői jogokat jelzi, nem szolgál a cikkben szereplő információk forrásmegjelöléseként.